# خالد إزري
خالد إزري واسمه الحقيقي خالد يشو (مواليد 1969)، هو فنان مغني من الريف شمال المغرب. ولد في مليلية  سنة 1969. وتربى بين مدينة مليلية وماريواري بفرخانة والناظور, يعتبر خالد إزري من الفنانين الأمازيغ المرموقين والمعروفين على الساحة الفنية. تتسم أغانيه بمعالجتها لعدة قضايا، أهمها قضية الهوية الأمازيغية المغربية. وتتميز موسيقاه بغناها وتأثرها بالموسيقى الأفرومتوسطية، وكذا بتعدد الإيقاعات والألحان.
ابتدأ مشواره الفني بمساعدة عمه، وابتدأت الموسيقى تجذب انتباهه منذ صغر سنه. فتعلم العزف على إيقاع أغاني إيدير، دجردجورا، جمال علام والوليد ميمون... قبل أن يسجل ألبومه الأول سنة 1987.
يعتبر خالد إزري من الفنانين الأمازيغ المرموقين والمعروفين على الساحة الفنية. تتسم أغانيه بمعالجتها لعدة قضايا، أهمها قضية الهوية الأمازيغية المغربية. وتتميز موسيقاه بغناها وتأثرها بالموسيقى الأفرومتوسطية، وكذا بتعدد الإيقاعات والألحان. وكأمازيغي شق طريقه للبحث عن هويته الأمازيغية وتاريخ هذه الهوية والثقافة، لإبرازهما ليأخذا حقهما بين المجتمعات والهويات.
و إذا كانت الآلات التي يستعملها هذا الفنان قوية وعذبة الإيقاع فإن صوته لا يقل قوة وجمالية عن أصوات تلك الآلات.
شارك خالد إزري في صيف 2007 في مهرجان إيمرقان للأغنية الأمازيغية بالناظور، والذي عرف نجاحا باهراً. وللإشارة فقط فهو يعيش حالياً بجزيرة«جران كناريا» الإسبانية, كما هو الشأن بالنسبة لأغلبية الفنانين الأمازيغ الذين فضلوا الأغنية الملتزمة الهادفة عن الأغنية السوقية، فإضطروا للهجرة خارج الوطن.